# David Gálvez Rascón
David Gálvez Rascón (Madrid, Comunidad de Madrid, España, 25 de agosto de 1981) es un árbitro de fútbol español que milita en la segunda división española de fútbol y pertenece al Comité de Árbitros de la Comunidad de Madrid.

## Temporadas
| Categoría            | País   | Años              | Partidos |
| -------------------- | ------ | ----------------- | -------- |
| Segunda División "B" | España | 2008 - 2020       | 148      |
| Segunda División     | España | 2020 - Actualidad | 0        |